# The Bridge (videogioco)
The Bridge è un videogioco ideato da Ty Taylor e Mario Castañeda e pubblicato da The Quantum Astrophysicists Guild e distribuito per Windows, Linux e macOS. È stato pubblicato il 22 febbraio 2013 grazie alla piattaforma Steam. In The Bridge, il giocatore controlla il protagonista (che ha le sembianze di M.C. Escher) e la rotazione in 2D dell'ambiente con il conseguente effetto sulla gravità di tutto l'ambiente.

## Trama
Il gioco inizia con il protagonista (denominato: Nessuno) che dorme sotto un melo. Dopo che la caduta di una mela lo sveglia il gioco continua in una casa dove sono presenti tre porte dietro le quali sono presenti i vari livelli da affrontare nel gioco.

## Modalità di gioco
Il gioco consiste in vari livelli il cui unico scopo è uscire dalla porta. Il gioco è ispirato alle opere surreali di M.C. Escher e ogni livello è disegnato con scale di grigio e disegni con la matita. Il giocatore può ruotare l'ambiente con i tasti cursore per il cambiamento della direzione della gravità la quale modifica e sposta gli altri singoli oggetti all'interno dell'area del gioco. Il protagonista può essere mosso solo in orizzontale con i tasti A (per muoversi a sinistra) e D (per muoversi a destra) e infine il tasto W per uscire dal livello una volta raggiunta la porta.

## Accoglienza
The Bridge ha ricevuto critiche e recensioni positive. Ha ottenuto il punteggio di 72.63% su GameRankings e 74/100 su Metacritic. Il gioco ha ottenuto due riconoscimenti all'Indie Game Challenge 2012.